# アル・フォスター
アル・フォスター（Al Foster、1943年1月18日 - 2025年5月28日）は、アメリカ合衆国・バージニア州リッチモンド生まれのジャズ・ドラマー。

## 概要
1970年代、マイルス・デイヴィスの大型ファンク・バンドの一員を務め、隠遁時代のマイルスとコンタクトを取っていた数少ないミュージシャンの一人であり、1981年のマイルス復活作『マン・ウィズ・ザ・ホーン』に参加した。マイルス隠遁の前後の作品に参加したのは彼だけである。
マイルスは自伝で「アル・フォスターは、みんなが好きなことを演奏できるリズムパターンを設定して、そのグルーヴを永遠に保つことのできるドラマーだった」と称賛した。
その後、ハービー・ハンコック、ソニー・ロリンズ、ジョー・ヘンダーソンとツアーを行った。全方位的なドラマーで、バップからフリー、ジャズ・ロックも演奏した。

## 略歴
ニューヨーク育ち。13歳でドラムを始め、21歳でブルー・ミッチェルと録音しデビューした。
29歳、ジャック・ディジョネットの脱退時にマイルス・デイヴィス・バンドに加入。1972年から1985年までマイルスの元で活動した。
自身のバンドでも録音・ツアーを行っている。1970年代に作曲を始める。譜面は読めないがピアノを演奏できる。
1996年からベーシストのダグ・ワイスとツアーを行っている。
現在はイスラエル出身のエリ・デジブリ、ピアノのアダム・バーンバウムもメンバー。
世界中の1,000か所以上のコンサート、クラブで演奏した。
2025年5月28日、ニューヨーク市内のアパートで死去。82歳没。

## ディスコグラフィ

### リーダー・アルバム
- 『ミックスド・ルーツ』 - Mixed Roots (1978年)
- 『ミスター・フォスター』 - Mr. Foster (1979年、Better Days)
- Brandyn (1996年、Laika) ※with クリス・ポッター、デヴィッド・キコスキー、ダグ・ワイス
- 『oh!』 - Oh! (ScoLoHoFo) (2002年) ※with ジョー・ロヴァーノ、ジョン・スコフィールド、デイヴ・ホランド
- 『ラブ・ピース・アンド・ジャズ』 - Love, Peace and Jazz! Live at the Village Vanguard (2008年、JazzEyes) ※with エリ・デジブリ、ケヴィン・ヘイズ、ダグ・ワイス
- The Paris Concert (2008年、Inakustic) ※DVD with エディ・ヘンダーソン、エリ・デジブリ、アーロン・ゴールドバーグ、ジョージ・コリガン、ダグ・ワイス
- Inspirations and Dedications (2019年、Smoke Sessions)

### シングル
- "The Night Of The Wolf" (7インチ・ヴァイナル、1975年、Roulette Records) ※イヴァーノ・フォッサーティ、オスカー・プルーデンス作曲[3]

### 参加アルバム
マイルス・デイヴィス
- 『オン・ザ・コーナー』 - On the Corner (1972年)
- 『イン・コンサート』 - Miles Davis in Concert (1972年)
- 『ビッグ・ファン』 - Big Fun (1974年)
- 『ゲット・アップ・ウィズ・イット』 - Get Up With It (1974年)
- 『ダーク・メイガス』 - Dark Magus (1974年)
- 『アガルタ』 - Agharta (1975年)
- 『パンゲア』 - Pangaea (1975年)
- 『ザ・マン・ウィズ・ザ・ホーン』 - The Man With the Horn (1981年)
- 『ウィ・ウォント・マイルス』 - We Want Miles (1981年)
- 『スター・ピープル』 - Star People (1983年)
- 『デコイ』 - Decoy (1984年)
- 『ユア・アンダー・アレスト』 - You're Under Arrest (1985年)
- 『アマンドラ』 - Amandra (1989年)

イリノイ・ジャケー
- The Soul Explosion (1969年、Prestige)

ユセフ・ラティーフ
- 『ドクター・イズ・イン…アンド・アウト』 - The Doctor is In... and Out (1976年、Atlantic)

ブルー・ミッチェル
- 『ザ・シング・トゥ・ドゥ』 - The Thing to Do (1964年、Blue Note)
- 『ダウン・ウィズ・イット』 - Down with It! (1965年、Blue Note)

ソニー・ロリンズ
- 『ドント・アスク』 - Don't Ask (1979年)
- 『ラヴ・アット・ファースト・サイト』 - Love at First Sight (1980年)
- 『ヒアズ・トゥ・ザ・ピープル』 - Here's to the People (1991年)
- Sonny Rollins + 3 (1995年)

ホレス・シルヴァー
- 『シルヴァー・ン・ブラス』 - Silver 'n Brass (1975年)
- 『シルヴァー・ン・ウッド』 - Silver 'n Wood (1976年)
- 『シルヴァー・ン・ヴォイシズ』 - Silver 'n Voices (1977年)
- 『シルヴァー・ン・パーカッション』 - Silver 'n Percussion (1978年)
- 『シルヴァー・ン・ストリングス〜スフィアーの音楽』 - Silver 'n Strings Play the Music of the Spheres (1980年)

マッコイ・タイナー
- 『ホライゾン』 - Horizon (1979年)
- 『フォー・タイムス・フォー』 - Quartets 4 X 4 (1980年)
- 『イッツ・アバウト・タイム』 - It's About Time (1985年) ※with ジャッキー・マクリーン
- New York Reunion (1991年)
- McCoy Tyner Plays John Coltrane (1997年)
- McCoy Tyner with Stanley Clarke and Al Foster (1998年)

 その他 
- サム・モリソン :『砂丘』 - Dune (1976年)
- サディク・ハキム :『ウイッチズ、ゴブリンズ、Etc.』 - Witches, Goblins, Etc. (1978年)
- ジョニー・リトル : Everything Must Change (1978年)
- マイク・ノック :『イン・アウト・アンド・アラウンド』 - In, Out And Around (1978年)
- リッチー・バイラーク :『エレジー -ビル・エヴァンスに捧ぐ-』 - Elegie For Bill Evans (1981年)
- ジョー・ヘンダーソン :『ヴィレッジ・ヴァンガードのジョー・ヘンダーソン』 - The State of the Tenor, Vols. 1 & 2 (1985年)
- ジョー・ヘンダーソン : So Near, So Far (Musings for Miles) (1992年)
- クリス・ポッター : Pure (1994年、Concord Records)
- アンディ・ラヴァーン : Time Well Spent (1994年)
- シャーリー・ホーン : 『アイ・リメンバー・マイルス』 - I Remember Miles (1998年)
- チャーリー・ヘイデン : The Montreal Tapes: Tribute to Joe Henderson (2004年、Verve) ※1989年録音
- エリ・デジブリ : Israeli Song (2010年)

## 参照
1. ↑  Lewis, Dave. “Al Foster: Biography”.   Allmusic. 2010年3月25日閲覧。
2. ↑  Chinen, Nate (2025年5月29日). “Al Foster, drummer for Miles Davis and Sonny Rollins, has died” (英語). NPR 2025年5月29日閲覧。
3. ↑  “Al Foster Band - The Night Of The Wolf (Vinyl) at Discogs”.   discogs. 2011年10月15日閲覧。